# شركة اللجين
شركة اللجين القابضة هي شركة مساهمة سعودية، تأسست في 21 ديسمبر 1991 بمدينة جدة في المملكة العربية السعودية، يبلغ رأسمال الشركة الحالي 692 مليون ريال سعودي، تتمثل أهداف الشركة الرئيسة في الاستثمار والتطوير للمشاريع الصناعيّة الكبرى في مجال البتروكيماويات والتعدين والمعادن وقطاعات الطاقة في المملكة العربية السعودية، عن طريق الاستفادة من الموارد الطبيعية والهيدروكربونية والمعادن الموجودة في المملكة.

## التاريخ
تأسست شركة اللجين القابضة في عام 1991م، يقع مقرها الرئيسي في مدينة الرياض كشركة مساهمة سعودية ويبلغ رأسمال الشركة الحالي 692 مليون ريال سعودي (185) مليون دولار أمريكي وهو ما يمثل 69,200,000 سهم بقيمة اسمية للسهم 10 ريالات.

## نشاط الشركة
يتمثل نشاط الشركة في الاستثمار والتطوير للمشاريع الصناعيّة الكبرى في مجال البتروكيماويات والتعدين والمعادن وقطاعات الطاقة في المملكة العربية السعودية، عن طريق الاستفادة من الموارد الطبيعية والهيدروكربونية والمعادن الموجودة في المملكة والتي تعد من الركائز الأساسية في عملية التصنيع.

## البيانات
| تاريخ التأسيس | تاريخ الادراج | الرمز الدولي | نهاية السنة المالية | مراجعي الحسابات                                              |
| ------------- | ------------- | ------------ | ------------------- | ------------------------------------------------------------ |
| 21-12-1991    | /             | SA0007879345 | 31/12               | العظم والسديري وال الشيخ وشركاؤهم محاسبون قانونيون (عضو كرو) |

## الشركات التابعة
| اسم الشركة التابعة                            | نسبة الملكية | النشاط الرئيسي                                                           | مكان العمليات         | مكان التأسيس             |
| --------------------------------------------- | ------------ | ------------------------------------------------------------------------ | --------------------- | ------------------------ |
| الشركة الوطنية للصناعات البتروكيماوية (ناتبت) | 74.98%       | إنتاج البولي بروبيلين ومشتقاته                                           | مدينة ينبع الصناعية   | المملكة العربية السعودية |
| شركة زين للصناعات                             | 98.75%       | تقوم بأعمال صناعة المنتجات المنزلية والمبيدات الحشرية والمبيدات الزراعية | مدينة الجبيل الصناعية | المملكة العربية السعودية |

## ملف الأسهم
| رأس المال المصرح به (ريال سعودي) | عدد الأسهم المصدرة | رأس المال المدفوع (ريال سعودي) | القيمة الاسمية للسهم | القيمة المدفوعة للسهم |
| -------------------------------- | ------------------ | ------------------------------ | -------------------- | --------------------- |
| 692,000,000                      | 69,200,000         | 692,000,000                    | 10                   | 10                    |

تغيرات في راس المال
| تاريخ اعلان التوصية | نوع الإصدار   | تاريخ الاستحقاق | رأس المال الجديد | رأس المال السابق | الفرق التراكمي | ملاحظات |
| ------------------- | ------------- | --------------- | ---------------- | ---------------- | -------------- | ------- |
| 2003-12-13          | حقوق الاولوية | 2004-06-01      | 692,000,000      | 173,000,000      |                |         |